# GABRR1
Receptor gama-aminobutirne kiseline, podjedinica ro-1 je protein koji je kod ljudi kodiran GABRR1 genom.
GABA je jedan od glavnih inhibitornih neurotransmitera u mozgu sisara, gde deluje deluje na GABA receptorima, koji su ligandom kontrolisani hloridni kanali. GABRR1 je član ro potfamilije.

## Literatura
- Wang TL, Hackam A, Guggino WB, Cutting GR (1995). „A single histidine residue is essential for zinc inhibition of GABA rho 1 receptors”. J. Neurosci. 15 (11): 7684—91. PMID 7472519.
- Hackam AS, Wang TL, Guggino WB, Cutting GR (1997). „The N-terminal domain of human GABA receptor rho1 subunits contains signals for homooligomeric and heterooligomeric interaction”. J. Biol. Chem. 272 (21): 13750—7. PMID 9153229. doi:10.1074/jbc.272.21.13750.
- Kusama T, Hatama K, Sakurai M,  . (1999). „Consensus phosphorylation sites of human GABA(c)/GABArho receptors are not critical for inhibition by protein kinase C activation”. Neurosci. Lett. 255 (1): 17—20. PMID 9839716. doi:10.1016/S0304-3940(98)00696-X.
- Hanley JG, Koulen P, Bedford F,  . (1999). „The protein MAP-1B links GABA(C) receptors to the cytoskeleton at retinal synapses”. Nature. 397 (6714): 66—9. PMID 9892354. doi:10.1038/16258.
- Bailey ME, Albrecht BE, Johnson KJ, Darlison MG (1999). „Genetic linkage and radiation hybrid mapping of the three human GABA(C) receptor rho subunit genes: GABRR1, GABRR2 and GABRR3”. Biochim. Biophys. Acta. 1447 (2–3): 307—12. PMID 10542332. doi:10.1016/S0167-4781(99)00167-0.
- Hanley JG, Jones EM, Moss SJ (2000). „GABA receptor rho1 subunit interacts with a novel splice variant of the glycine transporter, GLYT-1”. J. Biol. Chem. 275 (2): 840—6. PMID 10625616. doi:10.1074/jbc.275.2.840.
- Filippova N, Sedelnikova A, Zong Y,  . (2000). „Regulation of recombinant gamma-aminobutyric acid (GABA)(A) and GABA(C) receptors by protein kinase C”. Mol. Pharmacol. 57 (5): 847—56. PMID 10779366.
- Billups D, Hanley JG, Orme M,  . (2001). „GABAC receptor sensitivity is modulated by interaction with MAP1B”. J. Neurosci. 20 (23): 8643—50. PMID 11102469.
- Wang QW, Li ZW, Wang F, Yang JQ (2002). „Modulation by divalent cations of GABA rho 1 receptor from human retina expressed in Xenopus oocytes”. Biomed. Environ. Sci. 14 (4): 269—77. PMID 11862606.
- Sedelnikova A, Weiss DS (2002). „Phosphorylation of the recombinant rho1 GABA receptor”. Int. J. Dev. Neurosci. 20 (3–5): 237—46. PMID 12175859. doi:10.1016/S0736-5748(02)00037-0.
- Torres VI, Weiss DS (2003). „Identification of a tyrosine in the agonist binding site of the homomeric rho1 gamma-aminobutyric acid (GABA) receptor that, when mutated, produces spontaneous opening”. J. Biol. Chem. 277 (46): 43741—8. PMID 12226075. doi:10.1074/jbc.M202007200.
- Croci C, Brändstatter JH, Enz R (2003). „ZIP3, a new splice variant of the PKC-zeta-interacting protein family, binds to GABAC receptors, PKC-zeta, and Kv beta 2”. J. Biol. Chem. 278 (8): 6128—35. PMID 12431995. doi:10.1074/jbc.M205162200.
- Mungall AJ, Palmer SA, Sims SK,  . (2003). „The DNA sequence and analysis of human chromosome 6”. Nature. 425 (6960): 805—11. PMID 14574404. doi:10.1038/nature02055.
- Boué-Grabot E, Emerit MB, Toulmé E,  . (2004). „Cross-talk and co-trafficking between rho1/GABA receptors and ATP-gated channels”. J. Biol. Chem. 279 (8): 6967—75. PMID 14660627. doi:10.1074/jbc.M307772200.
- Martínez-Torres A, Miledi R (2004). „A single amino acid change within the ion-channel domain of the gamma-aminobutyric acid rho1 receptor accelerates desensitization and increases taurine agonism”. Arch. Med. Res. 35 (3): 194—8. PMID 15163459. doi:10.1016/j.arcmed.2003.12.002.
- Sedelnikova A, Smith CD, Zakharkin SO,  . (2005). „Mapping the rho1 GABA(C) receptor agonist binding pocket. Constructing a complete model”. J. Biol. Chem. 280 (2): 1535—42. PMID 15548535. doi:10.1074/jbc.M409908200.
- Song XQ, Meng F, Ramsey DJ,  . (2006). „The GABA rho1 subunit interacts with a cellular retinoic acid binding protein in mammalian retina”. Neuroscience. 136 (2): 467—75. PMID 16198491. doi:10.1016/j.neuroscience.2005.08.018.

## Spoljašnje veze
- GABRR1+protein,+human на 